# Час у Китайській Народній Республіці
Територія Китайської Народної Республіки має протяжність по довготі 61°04′ або приблизно 4,1 години, але офіційно на всій території країни (включно з Гонконгом і Макао) діє єдиний поясний час UTC+8, який має назву «пекінський час» (англ. Beijing Time). Літній час не застосовують, хоча таке було в минулому.
На заході країни — в автономних районах Сіньцзян і Тибет — неофіційно використовують час UTC+6, який там називають часом Урумчі або сіньцзянським часом (англ. Urumqi Time, Xinjiang Time).

## Історія
У давнину в Китаї не було єдиних правил обчислення часу, воно було прив'язане до астрономічних спостережень у столицях династій.

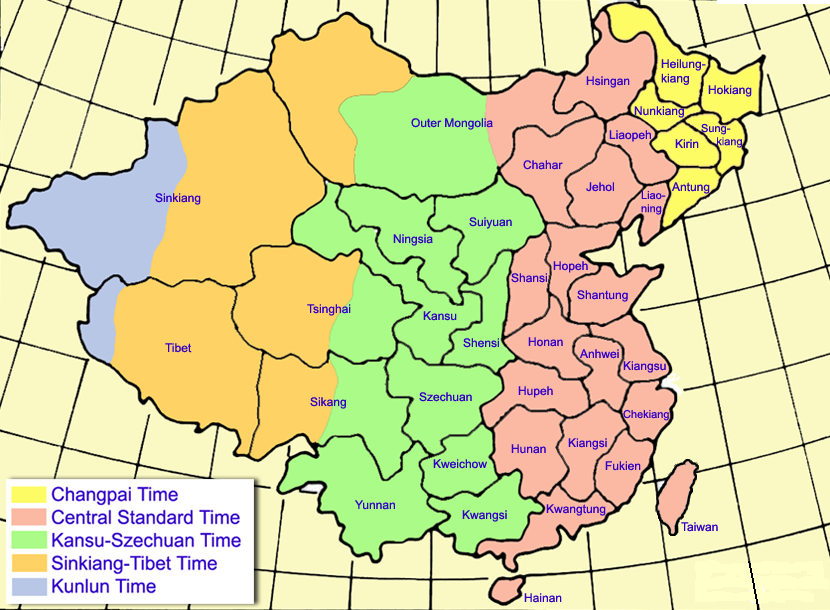
Часові пояси в Китаї в 1912—1949 роках: UTC+5:30, UTC+6, UTC+7, UTC+8, UTC+8:30

1902 року, під час правління династії Цин, митна служба прийняла як стандарт час на меридіані 120° східної довготи. 1912 року центральна обсерваторія Пекіна розділила країну на 5 часових поясів. Міністерство внутрішніх справ Китайської Республіки офіційно затвердило цей поділ 9 березня 1928 року. Створили наступні часові пояси:
- куньлунській, UTC+5:30 — східна частина Сіньцзяна і частина Тибету
- сіньцзян-тибетський, UTC+6 — Сіньцзян і Тибет
- ганьсу-сичуанський, UTC+7 — центральний Китай
- стандартний китайський час, UTC+8 — прибережні регіони
- чанбайський, UTC+8:30 — північний схід Китаю

1949 року, після утворення КНР, стандартний китайський час перейменували в пекінський час, який став офіційно чинним на всій території країни. Пекінський час випереджає місцевий середній сонячний час в Пекіні, який розташований на 116° 24′ східної довготи, приблизно на 14 хвилин (середній полудень у Пекіні — 12:14).
Літній час у КНР застосовували протягом 1986—1991 років (дані по Пекіну). Дані по Шанхаю показують, що літній час в Китаї застосовували також у 1940—1941 роках.
2005 року на Всекитайських зборах народних представників запропонували використовувати пекінський час у східній частині Китаю, час UTC+7 в Шеньсі та UTC+6 у Сіньцзяні. Пізніше також пропонували розділити Китай на два часових пояси: UTC+8 і UTC+7 (Шеньсі, Сичуань, Чунцин, Гуйчжоу, Юньнань і західні провінції). Проте ці пропозиції навіть не поставили на голосування.

## Час на заході Китаю

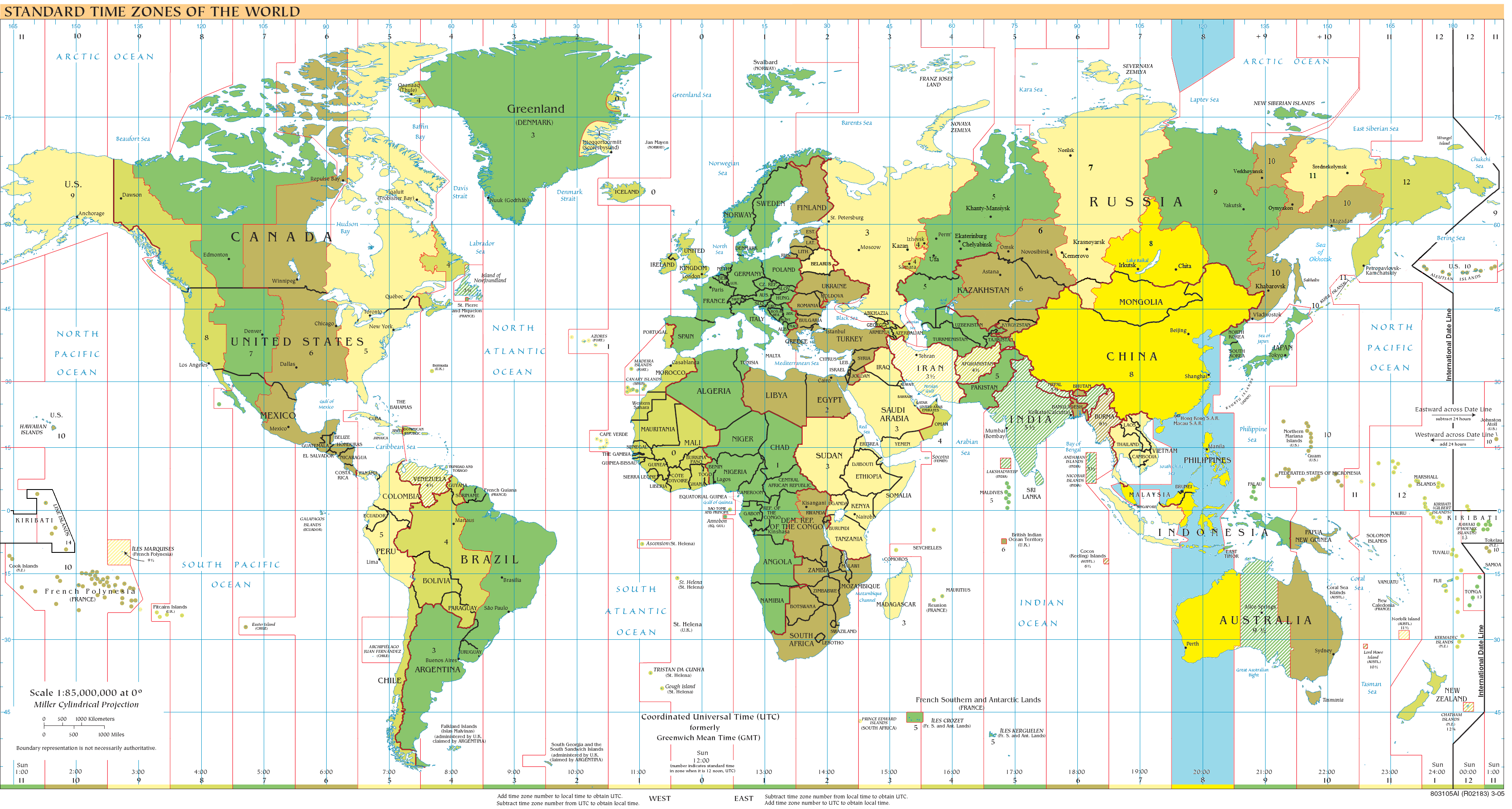
UTC+8 на карті годинних поясів світу:
- яскраво-жовтий — цілорічна зона UTC+8;
- блакитний — зона UTC+8 в океанах.
Поточний пекінський час:

Сіньцзян-Уйгурський автономний район розташований на крайньому заході Китаю, внаслідок чого є двогодинна різниця у місцевому сонячному часі між Сіньцзяном і більшістю східних районів Китаю, таких як Пекін, тому в окрузі, нарівні з пекінським часом, неофіційно використовують так званий час Урумчі (UTC+6).

### Час Урумчі
Єдиний пекінський час виявився незручним для західних районів Китаю через велику розбіжність із місцевим сонячним часом. Наприклад, полудень у Кашгарі настає близько 15:00 за пекінським часом, і враховувати 3-годинне зрушення в повсякденному житті значної частини місцевого тюркомовного населення (уйгури, киргизи та ін.) було вкрай незручно. Таким чином, питання застосування офіційного часу виявилося тісно пов'язаним з етнічним розшаруванням в суспільстві і супутніми йому конфліктами. Китайці (ханьці) застосовують у повсякденному житті пекінський час, а уйгури — час Урумчі. Однак робочий і навчальний день для китайців і уйгурів починається однаково, якщо вважати по сонячному часу, хоча у одних годинник на початку трудового дня показує, наприклад, 10:00 за пекінським часом, а у інших — 8:00 за часом Урумчі.
Місцевий неофіційний час UTC+6 в Урумчі випереджає місцевий середній сонячний час на 10 хвилин (середній полудень в Урумчі — 12:10) та є ідентичний місцевому часу в сусідніх Киргизстані та Казахстані.
Оскільки час Урумчі на 2 години відстає від пекінського часу, існує велика різниця робочого графіка урядових організацій (в Пекіні) щодо Сіньцзяна та таких самих внутрішніх віддалених провінцій. Робочий день жителів Урумчі за пекінським часом починається приблизно на 2 години пізніше, ніж у східних, прибережних районах Китаю. У розкладі роботи місцевого транспорту зазвичай вказують і пекінський час, і час Урумчі.
У Пекіні після 21:00 важко знайти, де повечеряти, бо китайці їдять близько 18:30, а потім розходяться по домівках і готуються до сну. У Сіньцзяні лягають спати ближче до півночі (за офіційним пекінським часом), а після 21:00 вечеря ще в самому розпалі. Це стає особливо помітно у міру просування на південь, де уйгури складають абсолютну більшість населення. У кашгарських готелях, наприклад, годинники виставлені по Урумчі, а Пекін зі своїм часом представлений окремим циферблатом — як Москва, Париж або Токіо.

### Робочі графіки в Сіньцзяні
Робочий графік автономного регіонального уряду, регіональних урядових відомств і урядових організацій у більшості місць Сіньцзяна:
- З травня до кінця вересня (літній розклад): 09:30—13:30 та 16:00—20:00 (пекінський час), 07:30—11:30 та 14:00—18:00 (час Урумчі);
- З жовтня до кінця квітня наступного року (зимовий розклад): 10:00—14:00 та 15:30—19:30 (пекінський час), 08:00—12:00 та 13:30—17:30 (час Урумчі).

Робочий графік для урядових організацій в окрузі Турфан:
- З травня до кінця вересня (літній розклад): 09:30—13:00 та 16:30—19:30 (пекінський час), 07:30—11:00 та 14:30—17:30 (час Урумчі);
- З жовтня до кінця квітня наступного року (зимовий розклад): 10:00—14:00 та 16:00—20:00 (пекінський час), 08:00—12:00 та 14:00—18:00 (час Урумчі).

Таким чином, сумарний за день робочий час влітку і взимку становить 8 годин (в окрузі Турфан влітку — 6,5 годин). Початок робочого дня влітку на 0,5 години раніше, ніж взимку. Однак муніципальні урядові організації Урумчі практикують єдиний зимовий розклад автономного регіону на весь період року — початок робочого дня за часом Урумчі о 8:00, обід 12:00—13:30, закінчення робочого дня о 17:30.